# Kamifurano
Kamifurano (jap. 上富良野町 Kamifurano-chō) – miasto w Japonii, w prefekturze Hokkaido, w podprefekturze Kamikawa. Według danych na rok 2020 miejscowość zamieszkiwało 10 348 mieszkańców , a gęstość zaludnienia wyniosła 43,6 os./km².